# Indywidualne Mistrzostwa Szwecji na Żużlu 1997
Indywidualne Mistrzostwa Szwecji na Żużlu 1997 – cykl turniejów żużlowych, mających wyłonić najlepszych żużlowców szwedzkich. Tytuł wywalczył Tony Rickardsson (Valsarna Hagfors).

## Finał
- Vetlanda, 16 sierpnia 1997

| Msc. | Zawodnik           | Klub                   | Pkt   |             |  |
| ---- | ------------------ | ---------------------- | ----- | ----------- |  |
| 1    | Tony Rickardsson   | Valsarna Hagfors       | 15    | (3,3,3,3,3) |  |
| 2    | Henrik Gustafsson  | Indianerna Kumla       | 12    | (3,3,3,2,1) |  |
| 3    | Peter Karlsson     | Örnarna Mariestad      | 10 +3 | (w,3,3,2,2) |  |
| 4    | Mikael Karlsson    | Örnarna Mariestad      | 10 +2 | (2,w,3,2,3) |  |
| 5    | Stefan Andersson   | Team Svelux Målilla    | 9     | (3,0,2,1,2) |  |
| 6    | Claes Ivarsson     | Vetlanda               | 9     | (0,2,2,3,2) |  |
| 7    | Niklas Klingberg   | Örnarna Mariestad      | 8     | (2,1,0,3,2) |  |
| 8    | Peter Nahlin       | Vargarna Norrköping    | 8     | (2,3,1,1,1) |  |
| 9    | Niklas Karlsson    | Vargarna Norrköping    | 7     | (0,1,0,3,3) |  |
| 10   | Peter I. Karlsson  | Indianerna Kumla       | 6     | (3,2,1,0,0) |  |
| 11   | Jimmy Nilsen       | Rospiggarna Hallstavik | 6     | (1,2,2,0,1) |  |
| 12   | Conny Ivarsson     | Vetlanda               | 6     | (1,2,2,1,w) |  |
| 13   | Magnus Zetterström | Smederna Eskilstuna    | 5     | (2,0,1,2,t) |  |
| 14   | Per Wester         | Valsarna Hagfors       | 4     | (1,1,0,0,2) |  |
| 15   | Andreas Jonsson    | Rospiggarna Hallstavik | 4     | (1,1,0,1,1) |  |
| 16   | Benny Olsson       | Vargarna Norrköping    | 1     | (u,0,1,0,0) |  |